# (4808) Ballaero
(4808) Ballaero ist ein Asteroid des Hauptgürtels. Er wurde am 21. Januar 1925 vom deutschen Astronomen Karl Wilhelm Reinmuth an der Landessternwarte Heidelberg-Königstuhl (IAU-Code 024) nahe Heidelberg entdeckt.
Der Asteroid gehört zur Adeona-Familie, einer Gruppe von Asteroiden, die nach (145) Adeona benannt ist.
(4808) Ballaero wurde am 25. Januar 2005 nach dem US-amerikanischen Raumfahrtunternehmen Ball Aerospace & Technologies Corporation benannt.